# インド太平洋宇宙軍 (アメリカ宇宙軍)
インド太平洋宇宙軍（インドたいへいよううちゅうぐん、英語：United States Space Forces Indo-Pacific、略称：USSPACEFORINDOPAC）は、アメリカインド太平洋軍を構成するアメリカ宇宙軍の地域別統合軍構成部隊である。インド太平洋軍の任務を支援するために、安全保障協力を含む軍事作戦の全範囲にわたり、宇宙作戦の計画、調整、支援、実施を行う。2022年11月22日に発足した。

## 歴史

### 太平洋空軍宇宙軍統括官
アメリカインド太平洋軍におけるインド太平洋宇宙軍の歴史は、アメリカ宇宙軍創設以前に存在した宇宙軍統括官(The director of space forces (DIRSPACEFOR))にまで遡ることができる。宇宙軍が、まだ空軍宇宙軍団であったときは、アメリカ軍の航空関連部隊には宇宙軍統括官と呼ばれる宇宙作戦担当官が置かれ、宇宙作戦に関する事項について、航空関連部隊の司令官に助言を行っていた。太平洋空軍にも宇宙軍統括官が配置されており、インド太平洋宇宙軍編制時に、その司令部のスタッフに編入された。そのためアンソニー・J・ジリンスキー3世大佐が太平洋空軍の最後の宇宙軍統括官となった。

#### 歴代の宇宙軍統括官
- クリストファー・S・パトナム大佐（2018年7月～2020年7月)
- アンソニー・J・ジリンスキー3世大佐（2020年10月～2022年11月)

### 設立

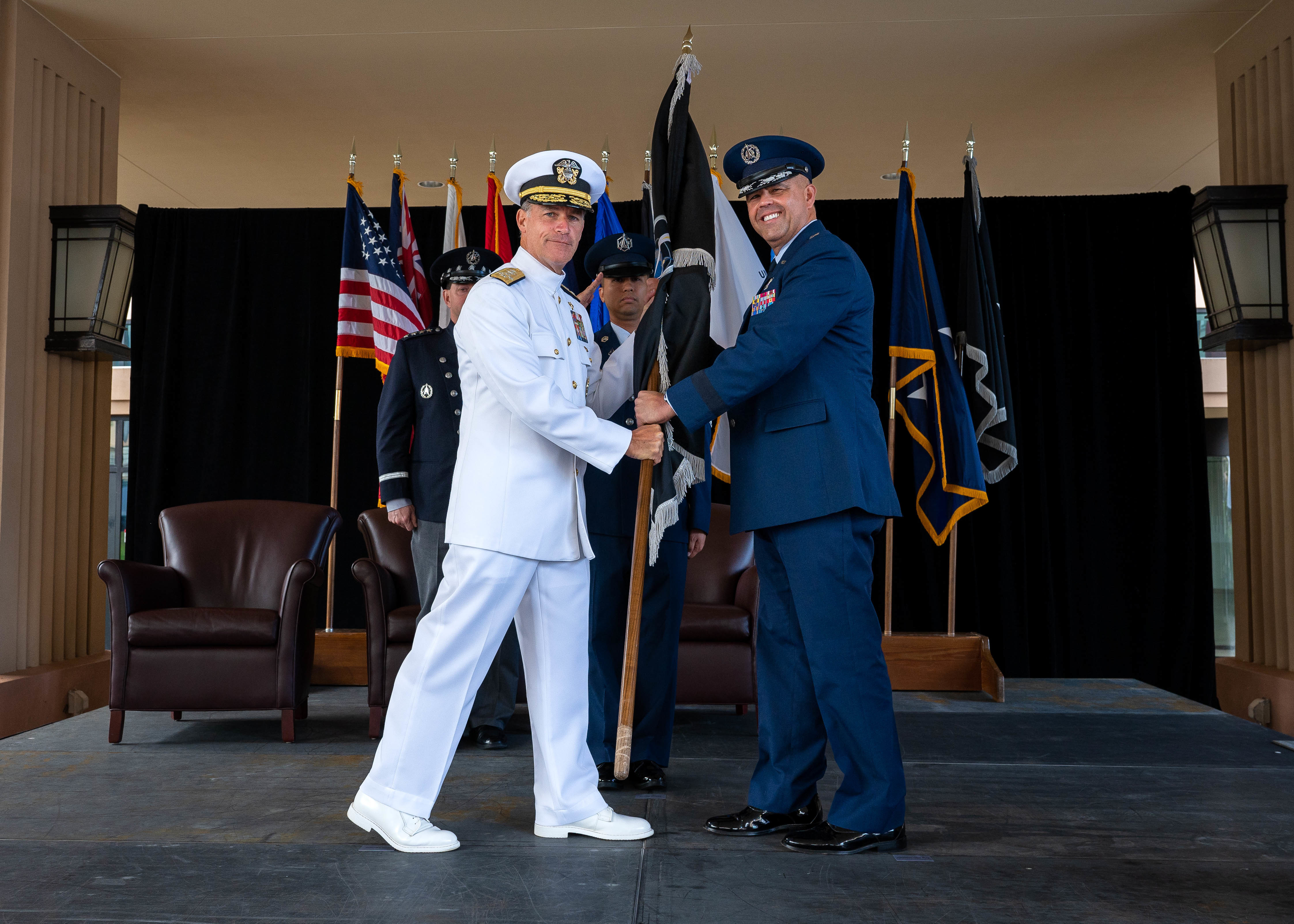
2022年11月22日の設立式典で、アメリカインド太平洋宇宙軍の軍旗をアンソニー・マスタリール宇宙軍准将に手渡すジョン・C・アキリーノ海軍大将

地域別統合軍における宇宙軍構成部隊設立の初期計画は、2021年に当時のアンソニー・マスタリール大佐が第9空軍の宇宙軍統括官として着任し、中央宇宙軍(United States Space Forces Central (USSPACEFORCENT))編制を行った際に始まる。当初は、この中央宇宙軍が最初の地域別統合軍の宇宙軍構成部隊になる予定であった。2021年11月、フランク・ケンドール3世空軍長官が欧州軍、中央軍、インド太平洋軍に宇宙軍構成部隊を編制することを承認したが、実際に設置するためには統合参謀本部の承認が必要であった。
2022年5月までに、中国の脅威に対処するためにインド太平洋宇宙軍を最初に設立する計画に変更された。インド太平洋宇宙軍が発足した際に宇宙軍作戦副部長のデビッド・トンプソン宇宙軍大将は「我々は意図的にインド太平洋軍を選んだ。国民、国防総省、統合軍、そして、この地域で我々に危害が及ぶことを望んでいる全ての人々に、我々が毎日注意を怠っていないということを理解してもらいたい。」と発言した。
2022年10月25日、デビッド・トンプソン宇宙軍大将はインド太平洋宇宙軍を2022年11月22日に設立し、アンソニー・マスタリール大佐を初代司令官とすると発表した。中央軍と在韓米軍に続く、宇宙軍に初期に設立された統合軍構成部隊となった 。マスタリールは、インド太平洋宇宙軍は当初100人以下の宇宙軍軍人で構成される予定であると発表した。その最初の6か月間は、インド太平洋宇宙軍は任務の分析と計画に集中することになるとした。
2022年11月22日の設立式典を経てインド太平洋宇宙軍が活動を開始した。ジョン・C・アキリーノ海軍大将が軍旗をマスタリールに手渡し、ここにマスタリールが正式にインド太平洋宇宙軍の初代司令官に就任した。
2024年12月4日にはインド太平洋宇宙軍傘下の在日米宇宙軍が発足した。

## 歴代の司令官
| 代 | 司令官                   | 司令官                                         | 任期           | 任期   | 任期       | 備考   |
| 代 | 公式写真                 | 氏名                                           | 就任日         | 退任日 | 期間       | 備考   |
| -- | ------------------------ | ---------------------------------------------- | -------------- | ------ | ---------- | ------ |
| 1  | アンソニー・マスタリール | 宇宙軍准将 アンソニー・マスタリール (c. 1972-) | 2022年11月22日 | 現職   | 2年, 110日 | [ 15 ] |